# مية بنت مقاتل
مية بنت مقاتل بن طلبة بن قيس بن عاصم المنقرية التميمية، كانت فاتنة الجمال. قال فيها ذو الرمة: